# Bayerischer Kreis Lindau
Der Bayerische Kreis Lindau war ein eigenständiger Teil der französischen Besatzungszone in Deutschland nach dem Zweiten Weltkrieg. Er umfasste das Gebiet des Landkreises und der Stadt Lindau (Bodensee). Das Konstrukt, das einem Kreispräsidenten unterstand, endete förmlich erst am 27. März 1956.

## Geschichte
Nach dem Zweiten Weltkrieg wurde das Gebiet des bayerischen Landkreises Lindau (seit 1940 mit der Stadt Lindau) der französischen Besatzungszone zugeschlagen. In Lindau residierte in der Villa Wacker ab dem 12. Mai 1945 der Befehlshaber der französischen 1. Armee, Jean de Lattre de Tassigny. Nach dessen Vorstellungen sollte Lindau gemeinsam mit Württemberg-Hohenzollern verwaltet werden, während der Rest Bayerns zur US-amerikanischen Besatzungszone gehörte. Als erster Kreispräsident des Bayerischen Kreises Lindau wurde von der französischen Militärregierung Oskar Groll ernannt, der aber am Tag seiner Amtseinführung am 19. Juni 1946 starb. Am 13. November 1946 wurde Anton Zwisler von den Franzosen zum zweiten Kreispräsidenten des Bayerischen Kreises Lindau ernannt. Durch Verfügung der französischen Militärregierung vom 4. Dezember 1946 erhielt der Bayerische Kreis Lindau (Bodensee) den Status eines selbständigen Landes. Der Landkreis hatte damit eine territoriale Sonderstellung und gehörte weder zu Württemberg-Hohenzollern noch zu Bayern. Das Kreispräsidium mit dem Kreispräsidenten an der Spitze war den provisorischen Regierungen der Länder der französischen Zone gleichgestellt. Das besondere Staatskonstrukt hatte die französische Militärregierung mit der US-Militärregierung ausgehandelt, um als Landbrücke freien Zugang nach Vorarlberg in der französischen Besatzungszone in Österreich zu erhalten, nachdem die französische Militärregierung die bayerischen Kreise Sonthofen und Kempten (Allgäu) an die US-amerikanische Besatzungszone abgetreten hatte.
Der Landkreis Lindau war mit drei Delegierten in der Beratenden Landesversammlung des Landes Württemberg-Hohenzollern und zusammen mit der am 25. September 1948 aus dem Landkreis ausgegliederten Stadt Lindau (Bodensee) bis zum 19. Dezember 1950 auch im Landtag des neu errichteten Landes Württemberg-Hohenzollern vertreten und stellte seit 1950 einen Abgeordneten für den Bayerischen Landtag.
Der Bayerische Kreis Lindau war de facto ein eigener Staat. Dem Kreispräsidenten unterstanden der Landkreis, die Gemeinden und die Stadt Lindau sowie alle Landes- und (bis 1949) ehemaligen Reichsbehörden auf seinem Gebiet. So war ab 1949 auch die Zustimmung des Kreispräsidenten zu Verordnungen der Bundesregierung nach Art. 127 des Grundgesetzes erforderlich, um sie im Bereich Lindaus gültig werden zu lassen. Der Kreispräsident war nicht demokratisch legitimiert, ein Beratender Ausschuss fungierte als eine Art Ersatzparlament, mit Kompetenzen bei Haushalt, Steuern, Finanzen und Rechnungskontrolle.
Mit dem Österreichischen Staatsvertrag 1955 und dem Abzug der alliierten Besatzungskräfte wurde die Brückenfunktion Lindaus für Frankreich hinfällig und damit auch die Notwendigkeit einer Sonderstellung. Am 1. September 1955 kehrte Lindau per Gesetz („Lex Lindau“) offiziell nach Bayern zurück. Allerdings wurde eine sieben Monate dauernde Übergangszeit vereinbart und das Konstrukt endete förmlich am 27. März 1956, mit einem Festakt im Alten Rathaus von Lindau unter Anwesenheit von Zwisler und dem bayerischen Ministerpräsidenten Wilhelm Hoegner.

## Wirtschaftliche Situation
Der Bayerische Kreis Lindau durfte alle im Kreis eingenommenen Steuern und Zölle für sich behalten. Für das „Land“ Lindau gab es daher eine Reihe von Kosenamen, wie „Zweites Fürstentum Liechtenstein“, „Paradies“, „Deutschlands Fettfleck“ oder „Monte Carlo am Bodensee“. Letzterer Name ging auf das 1950 in Lindau eröffnete Spielcasino zurück. Die anderen Namen spielten auf die finanzielle Autarkie Lindaus an: Während in anderen Teilen Deutschlands die Menschen vielerorts Hunger litten, hatte Lindau einen Überschuss an Obst, Fleisch und Milch für den Export und eine rege Bautätigkeit aufzuweisen.

## Kreispräsidenten
- Oskar Groll (1946)
- Anton Zwisler (1946–1956)